# Municipio de Kramfors
Kramfors (en sueco: Kramfors kommun) es un municipio de la provincia de Västernorrland, Suecia, en la provincia histórica de Ångermanland. Su sede se encuentra en la localidad de Kramfors. El municipio actual se formó durante la reforma municipal en 1974 cuando la ciudad de Kramfors se fusionó con Bjärtrå, Noraström, Nordingra, Ullånger, Ytterlennes y parte del municipio de Botea (Styrnäs).

## Localidades
Hay doce áreas urbanas (tätort) en el municipio:
| #  | Tätort       | Población |
| -- | ------------ | --------- |
| 1  | Kramfors     | 6843      |
| 2  | Bollstabruk  | 1863      |
| 3  | Nyland       | 871       |
| 4  | Ullånger     | 762       |
| 5  | Docksta      | 416       |
| 6  | Lunde        | 340       |
| 7  | Sandslån     | 329       |
| 8  | Klockestrand | 316       |
| 9  | Lugnvik      | 315       |
| 10 | Nordingrå    | 268       |
| 11 | Herrskog     | 253       |
| 12 | Mjällom      | 205       |

## Demografía

### Desarrollo poblacional
| Gráfica de evolución demográfica de Kramfors entre 1970 y 2015 |
|                                                                |
| Fuente: SCB                                                    |